# Syrrhoites terceris
Syrrhoites terceris är en kräftdjursart som beskrevs av J. L. Barnard 1964. Syrrhoites terceris ingår i släktet Syrrhoites och familjen Synopiidae. Inga underarter finns listade i Catalogue of Life.